# Manchester (Washington)
Manchester és una concentració de població designada pel cens dels Estats Units a l'estat de Washington. Segons el cens del 2000 tenia 4.958 habitants.

## Demografia
Segons el cens del 2000, Manchester tenia 4.958 habitants, 1.819 habitatges, i 1.395 famílies. La densitat de població era de 653,3 habitants per km².
Dels 1.819 habitatges en un 39,4% hi vivien nens de menys de 18 anys, en un 62,7% hi vivien parelles casades, en un 9,8% dones solteres, i en un 23,3% no eren unitats familiars. En el 17,3% dels habitatges hi vivien persones soles el 5,3% de les quals corresponia a persones de 65 anys o més que vivien soles. El nombre mitjà de persones vivint en cada habitatge era de 2,73 i el nombre mitjà de persones que vivien en cada família era de 3,06.
Per edats la població es repartia de la següent manera: un 28,9% tenia menys de 18 anys, un 6,4% entre 18 i 24, un 31,5% entre 25 i 44, un 24,7% de 45 a 60 i un 8,5% 65 anys o més.
L'edat mediana era de 36 anys. Per cada 100 dones de 18 o més anys hi havia 93,7 homes.
La renda mediana per habitatge era de 52.213 $ i la renda mediana per família de 56.118 $. Els homes tenien una renda mediana de 39.695 $ mentre que les dones 26.875 $. La renda per capita de la població era de 21.946 $. Aproximadament el 4,9% de les famílies i el 5,5% de la població estaven per davall del llindar de pobresa.

## Poblacions més properes
El següent diagrama mostra les poblacions més properes.